# Cobra-de-água-viperina
A cobra-de-água-viperina (Natrix maura) é uma cobra de pequenas dimensões da família Colubridae presente em Portugal, Espanha, França, Sardenha e Norte de África. Ocorre grande parte das vezes associada a cursos de água, sendo boa nadadora, vindo daí o seu nome comum.
Esta cobra não é venenosa, mas adopta uma postura defensiva
imitando o ataque de outras cobras se perturbada, emitindo assobios e se
lançando para frente com achatamento da cabeça, e emite um odor desagradável ou vómito para assustar predadores potenciais. Nunca morde; nem sequer abre a boca quando ataca.
Tem hábitos diurnos e está activa desde a Primavera até ao começo do Outono. Nos meses mais frios costuma hibernar.
O seu estado de conservação é pouco preocupante.
Está ameaçada por destruição de habitat e por destruição ou perturbação de indivíduos.